# HD 15755
HD 15755，又名BD+33 454，SAO 55650、HR 738，是一颗恒星，视星等为5.83，位于銀經145.62，銀緯-23.82，其B1900.0坐标为赤經2h 26m 50.1s，赤緯+34° -23.82′ 3″。